# Mission, Kansas
Mission är en stad i Johnson County i den amerikanska delstaten Kansas med en yta av 6,6 km² och en folkmängd, som uppgår till 9 727 invånare (2000).